# Fusa (Noruega)
Fusa es un municipio de la provincia de Hordaland, Noruega. Tiene una población de 3838 habitantes según el censo de 2015 y su centro administrativo es la localidad de Eikelandsosen. Otras localidades son Fusa, Holdhus, Holmefjord, Vinnes, Strandvik y Sundvord.

## Evolución administrativa
El municipio ha tenido una serie de cambios territoriales, los cuales son:
| Año  | Cambio territorial                                                                                                 | Población | Variación |
| ---- | --- | --------- | --------- |
| 1856 | Fusa se separa de Os                                                                                               | 3173      |           |
| 1903 | El municipio se divide en Hålandsdal y Strandvik y Fusa                                                            | 1072      | - 2523    |
| 1964 | El área de Bogstrand es transferida a Os y los municipios de Hålandsdal y Strandvik se vuelven a fusionar con Fusa | 4019      | + 2553    |

## Etimología
El municipio (originalmente la parroquia) es el nombre de la granja Fusa (nórdico antiguo Fúsar), ya que la primera iglesia fue construida allí. El nombre puede ser derivado del nórdico antiguo fúss palabra que significa «ansioso» (posiblemente refiriéndose a una corriente fuerte). El nombre del lugar puede haber sido derivado del viejo verbo fusa. Hasta 1918, el nombre fue escrito Fuse.

## Escudo de Armas
El escudo de armas es de los tiempos modernos. Se les concedió el 27 de septiembre de 1991. El escudo muestra tres espirales que simbolizan las fuertes corrientes en el agua. Las espirales también simbolizan las olas gigantes (jettegryte) en el municipio, que fueron creados por el agua en las rocas.

## Geografía

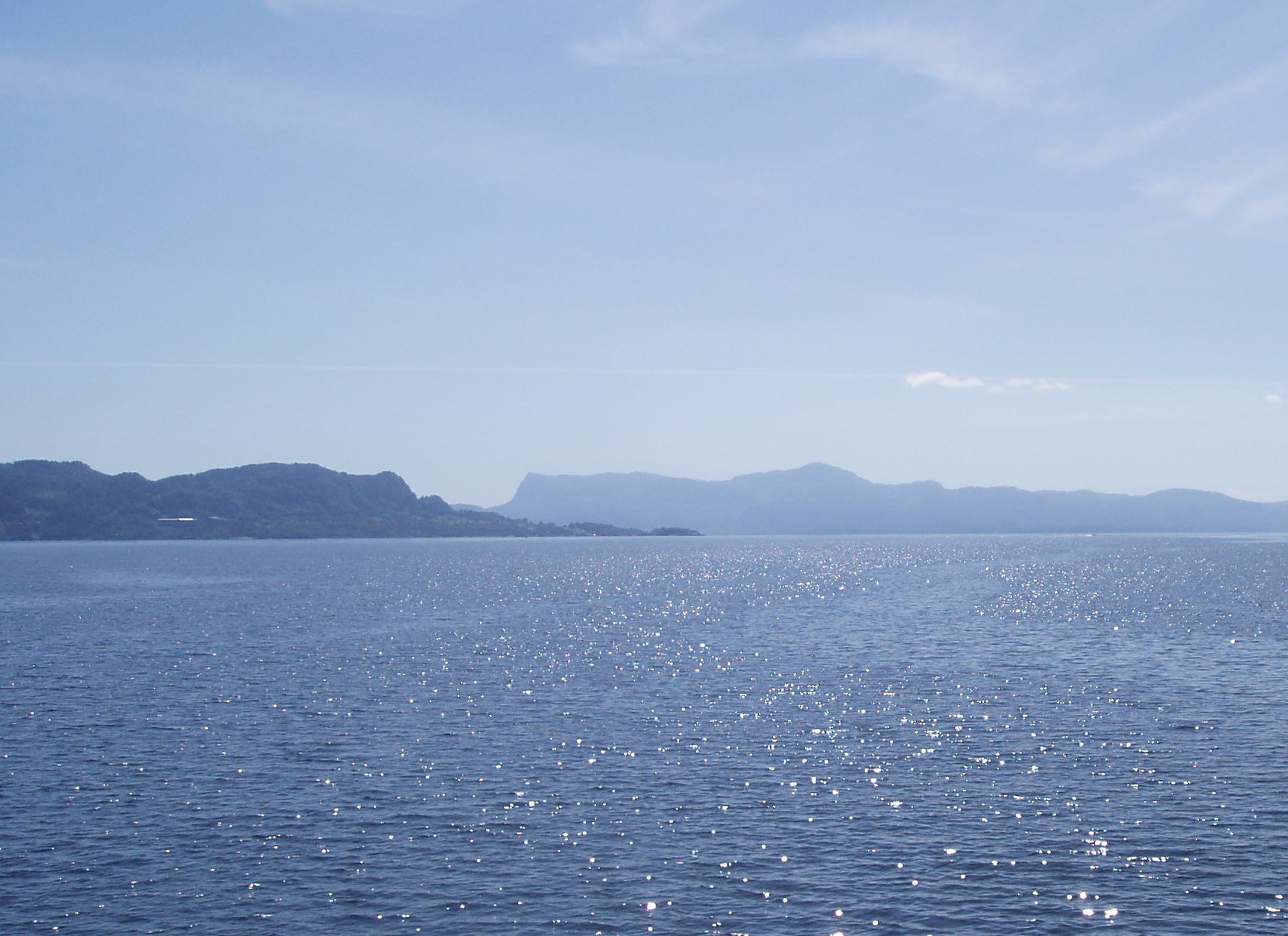
Fusafjorden

Fusa se ubica en la parte interior del Bjørnafjorden en una sección llamada Fusafjorden. El municipio de Os está el oeste; Samnanger al norte, Kvam al este y Kvinnherad al sur. 
Los lagos de la región son Gjønavatnet y Henangervatnet.

## Gobierno
El municipio se encarga de la educación primaria, asistencia sanitaria, atención a la tercera edad, desempleo, servicios sociales, desarrollo económico, y mantención de caminos locales.

### Concejo municipal
El concejo municipal (Kommunestyre) tiene 21 representantes que son elegidos cada 4 años y estos eligen a un alcalde. Estos son:

#### Fusa Kommunestyre 2015–2019
| Partido                     | Número de representantes |
| --------------------------- | ------------------------ |
| Partido Laborista           | 6                        |
| Partido del Progreso        | 3                        |
| Høyre                       | 3                        |
| Partido Demócrata Cristiano | 2                        |
| Partido de Centro           | 6                        |
| Venstre                     | 1                        |